# Willem Bosman (KVP)
Willem Marianus Bernardus Bosman (Alkmaar, 16 oktober 1906 – Bentveld, 2 december 1994) was een Nederlands politicus van de KVP.
Hij werd geboren als zoon van Hendricus Everardus Bosman (1881-19??) en Catharina Maria Blom (1882-19??). Op 13-jarige leeftijd was hij werkzaam bij een drukkerij en naast zijn werk studeerde hij aan de handelsavondschool. In 1923 trad hij in dienst bij de gemeentesecretarie van Alkmaar en later dat jaar ging hij werken bij de secretarie van de gemeente Haarlemmermeer. Hij werd daar in 1930 commies 2e klas en in de zomer van 1935 ging hij als hoofdcommies werken bij de gemeente Zandvoort. Eind 1940 volgde hij daar F. Jellema op als gemeentesecretaris en die functie zou Bosman tot 1968 blijven vervullen. Bovendien was hij van 1962 tot 1966 en van 1967 tot 1970 lid was van de Provinciale Staten van Noord-Holland waarvan de laatste twee jaar als gedeputeerde. Vervolgens was Bosman van augustus 1970 tot januari 1973 waarnemend burgemeester van Velsen. Eind 1994 overleed hij op 88-jarige leeftijd. Zijn zoon Henk Bosman is (waarnemend) burgemeester geweest van Heeze en Buren.